# هجوم رفح (يونيو 2014)
هجوم رفح الثالث أو مذبحة رفح الثالثة هو هجوم مسلح نفذ على الحدود بين مصر وإسرائيل في 28 يونيو 2014، من قبل جماعة أنصار بيت المقدس الإرهابية، والتي أسفرت عن استشهاد 4 جنود أمن مركزي مصريين بمنطقة سيدوت، في أولى ليالى شهر رمضان الكريم، بعد أن نصبت مجموعة من العناصر الإرهابية كميناً وهمياً عند منطقة باب سيدوت، وأوقفت سيارتين ماركة «فيرنا»، وسيارة دفع رباعى في وسط الطريق، لإجبار السيارات على التوقف، واطلعوا على البطاقات الشخصية للمواطنين، وتعرفوا على المجندين الأربعة الذين كانوا قادمين من معسكر الأمن المركزى بالأحراش، في طريقهم لقضاء إجازتهم، فقاموا بإنزالهم، وأوقفوهم صفاً واحداً، على طريقة مذبحة رفح الثانية وأطلقوا النار عليهم من الأمام حتى سقطوا جميعاً شهداء، ثم لاذوا بالفرار.